# The L Word: Generation Q
The L Word: Generation Q (titulada L: Generación Q en España) es una serie de televisión estadounidense producida por Showtime que se estrenó el 8 de diciembre de 2019. La serie es una secuela de The L Word, que se emitió en Showtime entre 2004 y 2009. Una proyección organizada por House of Pride tuvo lugar el 9 de diciembre de 2019, coincidiendo con su lanzamiento en los EE. UU. En enero de 2020, Showtime renovó la serie para una segunda temporada que se estrenó el 8 de agosto de 2021. La tercera temporada se estrenó el 18 de noviembre de 2022. En marzo de 2023, la serie fue cancelada tras tres temporadas.

## Sinopsis
Generation Q se desarrolla alrededor de diez años después de The L Word, en un nuevo escenario, Silver Lake, Los Ángeles . Varias de la actrices de la serie original reinterpretan sus roles originales junto a un nuevo conjunto de personajes diversos. El programa se centra en un grupo de personajes LGBTQ + diversos que experimentan el amor, el desamor, sexo, reveses, crecimiento personal y el éxito en Los Ángeles.

## Reparto y personajes

### Principales
- Jennifer Beals como Bette Porter, una lesbiana candidata a la alcaldía de Los Ángeles. Beals repite su papel de The L Word.[7]
- Katherine Moennig como Shane McCutcheon, una peluquera lesbiana andrógina y muy sexual. Moennig repite su papel de The L Word.
- Leisha Hailey como Alice Pieszecki , presentadora de un programa de entrevistas. Leisha Hailey repite su papel de The L Word.
- Arienne Mandi como Dani Núñez , relacionista pública de Bette y prometida de Sophie. Había sido previamente directora de comunicaciones de la empresa de su padre, "Núñez Incorporated".
- Sepideh Moafi como Gigi Ghorbani, la exesposa entrometida de Nat, la novia de Alice, y madre biológica de sus hijos.
- Leo Sheng como Micah Lee, un hombre trans que trabaja como profesor adjunto.
- Jacqueline Toboni como Sarah Finley, asistente ejecutiva proveniente de una familia religiosa. Se hace llamar "Finley" y trabaja para Alice Pieszecki.
- Rosanny Zayas como Sophie Suárez, productora de televisión del programa de Alice y prometida de Dani.
- Jordan Hull como Angelica "Angie" Porter-Kennard (temporada 2; recurrente temporada 1), la hija de Bette y su exmujer, Tina Kennard.
- Jamie Clayton como Tess Van De Berg, (temporada 3; recurrente temporadas 1-2), la mánager del Dana's y novia de Shane

### Recurrentes
- Freddy Miyares como José, el nuevo administrador de la casa de Dani, Sophie y Micah, y luego novio de Micah.
- Carlos Leal como Rodolfo Núñez, el padre de Dani que se niega a dar la bendición a su compromiso con Sophie, creyendo que Sophie, que tiene una historia de infidelidad, solo está interesada en su dinero.
- Brian Michael Smith como Pierce Williams, director de campaña de Bette.
- Stephanie Allynne como Natalie "Nat" Bailey, la pareja de Alice
- Jillian Mercado como Maribel Suárez, hermana de Sophie
- Olivia Thirlby como Rebecca, una ministra congregacionalista (MCC) bisexual que tiene una aventura de una noche con Finley. Ésta, que fue criada como católica, se refiere errónea pero irónicamente a Rebecca como "sacerdote".
- Latarsha Rose como Felicity Adams, una ex-empleada y ex-amante de Bette.
- Sophie Giannamore como Jordi, amiga de Angélica y luego su novia
- Lex Scott Davis como Quiara Thompson, la esposa manipuladora y separada de Shane
- Donald Faison como Tom Maultsby (temporada 2), un editor interesado en el libro de Alice, con quien comienza una relación posteriormente

### Invitadas especiales
- Laurel Holloman como Tina Kennard, madre biológica de Angélica y exesposa de Bette. Holloman repite su papel de The L Word
- Roxane Gay como sí misma
- Megan Rapinoe como sí misma

### Actores y actrices invitadas
- Fortune Feimster como Heather
- Jeffrey Muller como Tyler Adams, el exmarido de Felicity que guarda rencor contra Bette
- Mercedes Mason como Lena
- Rex Linn como Jeff Milner, el alcalde de Los Ángeles que gana a Bette con un fraude electoral
- Rosie O'Donnell como Carrie (temporada 2), la ex-prometida de Tina Kennard
- Griffin Dunne como Isaac Zakarian (temporada 2), el propietario de una galería de arte que contrata a Bette
- Brook'Lynn Sanders como Kayla Allenwood (temporada 2), la medio hermana de Angie por parte de Marcus Allenwood
- Vanessa Estelle Williams como Pippa Pascal (temporada 2), una artista con talento a la que Bette intenta ayudar
- Anne Archer como Lenore Pieszecki (temporada 2), la madre de Alicia. Archer repite su papel de The L Word
- Rosanna Arquette como Cherie Jaffe (temporada 2), la ex-amante de Shane. Arquette repite su papel de The L Word
- Mark Berry como Marcus Allenwood (temporada 2), un artista y donante de esperma de Angelica Porter-Kennard. Berry reemplaza a Mark Gibson, quien interpretó al personaje en The L Word

## Episodios
| Temporada | Temporada | Episodios | Episodios | Emisión original        | Emisión original      |
| Temporada | Temporada | Episodios | Episodios | Primera emisión         | Última emisión        |
| --------- | --------- | --------- | --------- | ----------------------- | --------------------- |
|           | 1         | 8         | 8         | 8 de diciembre de 2019  | 26 de enero de 2020   |
|           | 2         | 10        | 10        | 8 de agosto de 2021     | 11 de octubre de 2021 |
|           | 3         | 10        | 10        | 20 de noviembre de 2022 | 22 de enero de 2023   |

### Temporada 1 (2019-20)
| N.º en serie | N.º en temp. | Título               | Dirigido por        | Escrito por                                         | Fecha de emisión original | Audiencia (millones) |
| ------------ | ------------ | -------------------- | ------------------- | --------------------------------------------------- | ------------------------- | -------------------- |
| 1            | 1            | «Let's Do It Again»  | Steph Green         | Marja-Lewis Ryan                                    | 8 de diciembre de 2019    | 0,241                |
| 2            | 2            | «Less Is More»       | Allison Liddi-Brown | Marja-Lewis Ryan                                    | 15 de diciembre de 2019   | 0,236                |
| 3            | 3            | «Lost Love»          | Sarah Pia Anderson  | Regina Y. Hicks                                     | 22 de diciembre de 2019   | 0,248                |
| 4            | 4            | «LA Times»           | Steph Green         | Melody Derloshon                                    | 29 de diciembre de 2019   | 0,226                |
| 5            | 5            | «Labels»             | Erica Watson        | Tatiana Suarez-Pico                                 | 5 de enero de 2020        | 0,171                |
| 6            | 6            | «Loose Ends»         | Logan Kibens        | Nancy C. Mejia                                      | 12 de enero de 2020       | 0,207                |
| 7            | 7            | «Lose It All»        | Jennifer Arnold     | Francesca Butler                                    | 19 de enero de 2020       | 0,241                |
| 8            | 8            | «Lapse in Judgement» | Marja-Lewis Ryan    | Marja-Lewis Ryan & Allie Romano & Thomas Page McBee | 26 de enero de 2020       | 0,218                |

### Temporada 2 (2021)
| N.º en serie | N.º en temp. | Título              | Dirigido por        | Escrito por                                       | Fecha de emisión original | Audiencia (millones) |
| ------------ | ------------ | ------------------- | ------------------- | ------------------------------------------------- | ------------------------- | -------------------- |
| 9            | 1            | «Late to the Party» | Marja-Lewis Ryan    | Marja-Lewis Ryan                                  | 8 de agosto de 2021       | 0,118                |
| 10           | 2            | «Lean on Me»        | Marja-Lewis Ryan    | Jonell Lennon                                     | 15 de agosto de 2021      | 0,057                |
| 11           | 3            | «Luck Be a Lady»    | Marja-Lewis Ryan    | Maisha Closson                                    | 22 de agosto de 2021      | 0,135                |
| 12           | 4            | «Lake House»        | Sarah Pia Anderson  | Thomas Page McBee                                 | 29 de agosto de 2021      | 0,100                |
| 13           | 5            | «Lobsters, Too»     | Sarah Pia Anderson  | Nancy C. Mejía                                    | 5 de septiembre de 2021   | 0,097                |
| 14           | 6            | «Love Shack»        | Katrelle N. Kindred | Marja-Lewis Ryan & Lisa Quintela & Julia Hannafin | 13 de septiembre de 2021  | 0,082                |
| 15           | 7            | «Light»             | Rose Troche         | Maisha Closson                                    | 20 de septiembre de 2021  | 0,054                |
| 16           | 8            | «Launch Party»      | Haifaa al-Mansour   | Melody Derloshon                                  | 27 de septiembre de 2021  | 0,021                |
| 17           | 9            | «Last Dance»        | Haifaa Al-Mansour   | Allie Romano                                      | 4 de octubre de 2021      | 0,035                |
| 18           | 10           | «Last Call»         | Marja-Lewis Ryan    | Marja-Lewis Ryan & Christina Brosman              | 11 de octubre de 2021     | 0,097                |

### Temporada 3 (2022-23)
| N.º en serie | N.º en temp. | Título                       | Dirigido por        | Escrito por                                     | Fecha de emisión original | Audiencia (millones) |
| ------------ | ------------ | ---------------------------- | ------------------- | ----------------------------------------------- | ------------------------- | -------------------- |
| 19           | 1            | «Last Year»                  | Katrelle N. Kindred | Marja-Lewis Ryan                                | 20 de noviembre de 2022   | —                    |
| 20           | 2            | «Los Angeles Traffic»        | Katrelle N. Kindred | Julia Hannafin                                  | 27 de noviembre de 2022   | —                    |
| 21           | 3            | «Quiz Show»                  | Em Weinstein        | Melody Derloshon                                | 4 de diciembre de 2022    | —                    |
| 22           | 4            | «Last to Know»               | Em Weinstein        | Marja-Lewis Ryan y Nova Cypress Black           | 11 de diciembre de 2022   | —                    |
| 23           | 5            | «Locked Out»                 | Nancy C. Mejía      | Melody Derloshon y Nina Kim                     | 18 de diciembre de 2022   | —                    |
| 24           | 6            | «Questions for the Universe» | Nancy C. Mejía      | Alison Wong                                     | 25 de diciembre de 2022   | —                    |
| 25           | 7            | «Little Boxes»               | Em Weinstein        | María Renée Prudencio                           | 1 de enero de 2023        | —                    |
| 26           | 8            | «Quality Family Time»        | Em Weinstein        | Allie Romano                                    | 8 de enero de 2023        | —                    |
| 27           | 9            | «Quiet Before the Storm»     | Kate Moennig        | Melody Derloshon                                | 15 de enero de 2023       | —                    |
| 28           | 10           | «Looking Ahead»              | Leisha Hailey       | Marja-Lewis Ryan, Courtney Edwards y Scout Comm | 22 de enero de 2023       | —                    |

## Producción

### Desarrollo
Showtime confirmó que una secuela de The L Word estaba en desarrollo el 11 de julio de 2017. Marja-Lewis Ryan fue confirmada como directora y productora ejecutiva el 20 de noviembre de 2017. La creadora y directora original de la serie L Word, Ilene Chaiken, actuó como productora ejecutiva junto con Jennifer Beals, Katherine Moennig y Leisha Hailey. The L Word: Generation Q consta de ocho episodios. Se estrenó el 8 de diciembre de 2019.
Varios medios LGBTQIA crearon programación especial en anticipación del programa, tal como el podcast de Autostraddle To L & Back: An L Word Podcast, dos episodios del podcast de Ru Paul, Ru Paul: ¿What's the Tee? (uno de los cuales es una conversación con la productora de L Word y actriz del elenco Kate Moennig); un episodio del podcast de Margaret Cho, The Margaret Cho, con la comediante Fortune Feimster quien apareció en The L Word como actriz invitada; y el podcast de Cameron Esposito, Queery, en el que entrevista a la creadora original de L Word, Ilene Chaiken.
El 13 de enero de 2020, la serie se renovó por una segunda temporada. Debido a la pandemia de COVID-19, el rodaje de la segunda temporada fue aplazado durante varios meses. La producción de la temporada comenzó en diciembre de 2020. El 4 de febrero de 2022, Showtime renovó la serie para una tercera temporada de 10 episodios. El 23 de marzo de 2023, Showtime canceló la serie tras tres temporadas. Sin embargo, se está desarrollando un reinicio de la serie original ambientado en Nueva York, en el que Chaiken participa.

### Reparto
Jennifer Beals, Katherine Moennig y Leisha Hailey reinterpretan sus papeles de la serie original. La hija de Bette y Tina, Angélica, quien apareciera como una bebé en la serie original, aparece como una adolescente interpretada por Jordan Hull. Sarah Shahi declaró que volvería a interpretar su papel de Carmen de la Pica Morales, si bien Showtime no confirmó oficialmente su participación y Shahi finalmente no apareció en la serie. Pam Grier declaró que no volvería a interpretar su papel de Kit Porter debido a conflictos de filmación con la serie de ABC Bless This Mess. Posteriormente, el personaje de Kit fue eliminado de la serie y en ella se dijo que había muerto de una sobredosis de drogas. 
Ryan declaró que deseaba añadir nuevos personajes a la serie para que "viviera en un espacio diferente". Arienne Mandi, Leo Sheng, Jacqueline Toboni y Rosanny Zayas fueron confirmadas como actrices regulares de la serie el 24 de junio de 2019, y Sepideh Moafi fue confirmada como regular de la serie el 2 de agosto de 2019. Brian Michael Smith y Stephanie Allynne fueron confirmados como invitados recurrentes el 27 de junio de 2019. Olivia Thirlby, Fortune Feimster, Lex Scott Davis y Sophie Giannamore fueron confirmadas para papeles invitados el 23 de julio de 2019, mientras que Freddy Miyares, Jamie Clayton y Carlos Leal fueron confirmados para papeles recurrentes el 31 de julio de 2019 El 2 de diciembre de 2019, Jillian Mercado fue elegida para un papel recurrente. El retorno de Laurel Holloman como Tina Kennard fue anunciado en el sexto episodio.
El 9 de diciembre de 2020, para la segunda temporada, Jordan Hull fue promovida al elenco regular, mientras Rosie O'Donnell, Donald Faison y Griffin Dunne fueron las estrellas invitadas como Carrie, Tom Maultsby y Isaac Zakarian, respectivamente. Anne Archer y Rosanna Arquette volvieron a interpretar a Lenore Pieszecki and Cherie Jaffe, personajes originales de The L Word.

## Transmisión
La primera temporada se estrenó el 8 de diciembre de 2019 en Showtime. El estreno televisivo en el Reino Unido fue en Sky Atlantic el 4 de febrero de 2020. El primer episodio de la segunda temporada se estrenó el 6 de agosto de 2021, en streaming y vídeo bajo demanda para los suscriptores de Showtime, antes del estreno definitivo el 8 de agosto de 2021. Cada uno de los episodios de la segunda temporada se esperan que se estrenen en streaming y vídeo bajo demanda todos los viernes antes de su estreno definitivo en Showtime.

## Recepción

### Respuesta de la crítica
En el agregador de reseñas Rotten Tomatoes, la serie tiene una calificación de aprobación del 83% basada en 29 revisiones, con una calificación promedio de 6.86/10. El consenso de la crítica en el sitio web dice que: "Aunque a veces Generación Q no se sostiene por sí sola, tiene estilo y encanto de sobra y anuncia una nueva frase para The L Word que complacerá tanto a los nuevos como a los viejos fans". En Metacritic, tiene un puntaje promedio ponderado de 60 sobre 100, basado en la opinión 13 críticos, lo que indica "críticas mixtas o promedio".